# 灵官渡站
灵官渡站位于中华人民共和国湖南省长沙市天心区阜埠河路与后湖路交叉口西北侧地下，是长沙地铁3号线的地铁车站，靠近湘江中路，东西向布置。

## 车站

### 车站结构
| 地面      |                                   | 地铁出入口                        |  |
| 地下 一层 | 站厅层                            | 站厅、售票机、客服中心            |  |
| 地下 二层 |                                   | 3号线列车往山塘（下一站：阜埠河） |  |
| 地下 二层 | 島式月台，左邊車門將會開啟        |                                   |  |
| 地下 二层 | 3号线列车往广生（下一站：侯家塘） |                                   |  |